# ENERGY (ロードオブメジャーの曲)
「ENERGY」（エネルギー）は、2006年5月31日にリリースされた、ロードオブメジャーのメジャー6枚目、通算9枚目のシングルである。

## 概要
- 前作から約3ヶ月ぶりのリリースで、バンド初のA面英字のCDである。
- 今回は更なるステップアップをするためにBOWWOWのリーダー兼ギタリストの山本恭司がプロデューサーとして参加した。また、レコーディング時には9本のギターが使用され、ロードオブメジャーとして過去最多の本数となった。
- 初回版と通常版があり、違いはジャケットのみ。
- PVは木下大サーカスで撮影された。鉄檻の中での撮影やメンバーのソロシーンでは本物の虎が登場している。なお、このPVはPV集『GOLDEN ROAD FILMS』に収録されている。
- ロードオブメジャーのシングルとしては最高順位が一番低く、唯一のTOP20割れとなった。

## 収録曲
全編曲：ロードオブメジャー、山本恭司
1. ENERGY
作詞：ロードオブメジャー　作曲：北川賢一
  - MBS『プロ野球中継』（2006年度阪神タイガース戦）テーマソング（関西地域限定）
  - テレビ朝日系『草野☆キッド』2006年4月エンディングテーマ
  - A面では初の、メンバー全員での作詞となった。なお、「ENERGY」の読みは「エナジー」ではなく「エネルギー」。
  - 詞の内容は、メンバーたちが自分たちのエネルギーの源は何なのかと考え、その源は「ライブやファンレター、BBS。そしていつも応援してくれるファンの人たちの声援」がエネルギーの源だという結果になり、そのもらったエネルギーをまたエネルギーとしてみんなに返すというものになっている。
2. MR.HAPPY MAN
作詞：ロードオブメジャー　作曲：松本賢一/近藤信政/上原彰兼
3. 僕らの夜明け前
作詞・作曲：北川賢一